# باپتیست
تعمیددهنده یا باپتیست (به انگلیسی: Baptists) نام شاخه‌ای از مسیحیت است که به پیروان آن تعمیدیون گفته می‌شود. این شاخه از اصلی‌ترین مدافعان جدایی دین از سیاست است. شاخه باپتیست در نوع خود منحصربه‌فرد است زیرا در عین اجماع بر سر اجماع نظر نمایندگان، کلیساهای محلی خودمختار نیز هستند و در ضمن هیچ‌گونه «سلسله مراتب مذهبی» در بین آنان وجود ندارد.

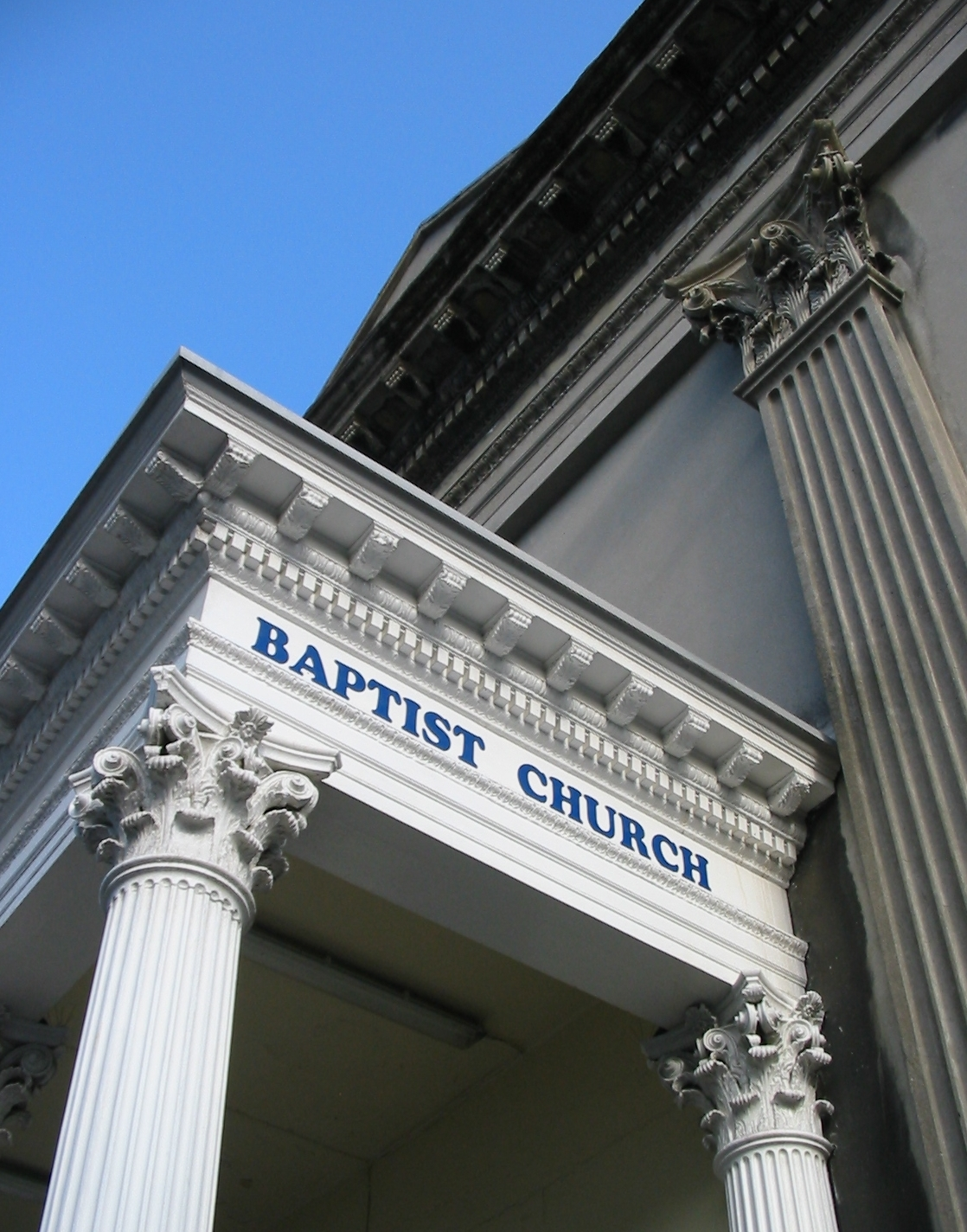
ورودی کلیسای باپتیست در سن هلیه

وجه بنیادین و اصلی کلیسای باپتیست این است که تعمید نوزادان یا خردسالان نزد آنها مطلقاً مورد پذیرش نیست و فرد تعمید گیرنده باید به هنگام رسیدن به بلوغ فکری و نیل به ایمان شخصی به مسیح، غسل تعمید بگیرد. به همین دلیل است که پیروان این مذهب را «باپتیست» یعنی تعمیدیون نامیدند. تعمیدیون در آغاز پیرو نظریه آرمینیوس بودند، نظریه‌ای که نگرش ژان کالون در خصوص پیش گزیدگی دوگانه برای نجات و محکومیت را رد کرد و بر آزادی اراده انسان در انتخاب نجات یا هلاکت پای می‌ورزید. اما پس از گذر زمان گروه‌های باپتیست نیز دیدگاه‌های کالونی را پذیرفتند.
پیروان باپتیست معتقدند بدون واسطه می‌توان با خداوند سخن گفت و مخالف استعمال تنباکو و الکل هستند. در آئین پروتستان این کلیسا به همراه کلیساهای لوتری،  پرزبیتری، انگلیکن، و متودیست با عنوان کلیساهای جریان اصلی یا کلیساهای نهادینه معروف هستند.